# Art als Jocs Olímpics
La competició d'Art als Jocs Olímpics formà part del programa olímpic entre el 1912 i el 1948. Aquesta competició consistia en la creació de treballs inspirats en l'esport i estaven dividides en cinc categoria per desig de Pierre de Coubertin: arquitectura, escultura, literatura, música i pintura.

## Història
Amb la fundació del Comitè Olímpic Internacional (COI) i la realització dels Jocs Olímpics d'Estiu de 1896 realitzats a Atenes (Grècia), Pierre de Coubertin aconseguí fer realitat un dels seus somnis: homes sent educats tant de ment com de cos, i competint per l'esport en lloc de la guerra. Un altre dels seus somnis era poder entrellaçar esport i art, incloent cinc discplines artístiques dins del programa olímpic.
El maig de 1906 Coubertin va organitzar a la ciutat de París (França) una trobada per als membres del Comitè Olímpic Internacional i representants d'organitzacions artístiques, que van arribar a la conclusió d'incloure en el programa olímpic competicions d'art en cinc disciplines: arquitectura, literatura, música, pintura i escultura, amb uns treballs inspirats en l'esport.
La idea primera fou que la competició d'art sinclogués en el programa olímpic dels Jocs Olímpics d'Estiu de 1908 que s'havien de realitzar a Roma (Itàlia). Els organitzadors italians, però, renunciaren a la realització dels Jocs Olímpics a conseqüència de l'erupció del Vesuvi i dels grans costos que això significà, sent traslladats els Jocs a la ciutat de Londres (Regne Unit). La falta de temps d'organització per part del Comitè Organitzador feu ajornar la inclusió de la competició d'arts al programa olímpic.
En els Jocs Olímpics d'Estiu de 1912 celebrats a Estocolm (Suècia) finalment s'inclogué aquesta competició al programa olímpic, si bé únicament 35 artistes enviaren treballs.
En els Jocs Olímpics d'Estiu de 1920 realitzats a Anvers (Bèlgica) la competició d'art no tingué molt de ressò, un fet diferent als Jocs Olímpics d'Estiu de 1924 realitzats a París (França), on 193 artistes enviaren els seus treballs. En aquests Jocs cal destacar la presència d'artistes soviètics, un país que en aquells moments encara no participava en els Jocs Olímpics pròpiament dits.
En els Jocs Olímpics d'Estiu de 1928 realitzats a Amsterdam (Països Baixos) hi hagué més de 1.100 treballs presentats, la majoria dels quals s'exposaren al Stedelijk Museum, destacant l'èxit de la prova. En els Jocs Olímpics d'Estiu de 1932 realitzats a Los Angeles (Estats Units), però, l'assistència als Jocs Olímpics esportius fou molt menor però en la competició d'art es mantingué el nivell, un fet que continuà en els Jocs Olímpics d'Estiu de 1936 realitzats a Berlín (Alemanya nazi) i en els Jocs Olímpics d'Estiu de 1948 realitzats a Londres (Regne Unit).
En la 43a Sessió del Comitè Olímpic Internacional realitzada l'any 1949 a la ciutat de Roma (Itàlia), es presentà un informe al Comitè Olímpic Internacional en el qual es mostrava que la majoria de participants en aquestes proves artístiques eren professionals i que la competició havia de ser anul·lada i reempleçada per una exhibició sense medalles. El 1951, però, el COI decidí incolure-les novament en els Jocs Olímpics d'Estiu de 1952 que s'havien de realitzar a Hèlsinki (Finlàndia), si bé el comitè organitzador hi renuncià per manca de temps.
Finalment en la 49a Sessió del Comitè Olímpic Internacional realitzada a Atenes (Grècia) el Comitè Olímpic Internacional decidí retirar del programa olímpic les proves d'arts.